# Volksbot
Il Volksbot è un prodotto sviluppato dal Fraunhofer-Institut für Intelligente Analyse und Informationssysteme di Sankt Augustin, Germania; esso appartiene alla classe WMR, acronimo di Wheeled Mobile Robot, ed ha i suoi punti di forza nella flessibilità di utilizzo e nella relativa semplicità meccanica.
Progettato per la didattica, la ricerca universitaria e l'esplorazione di ambienti chiusi, esso è stato utilizzato con successo in varie rassegne RoboCup, la nota manifestazione in cui squadre di robot si sfidano in partite di calcio nella categoria mid-size.